# Sirnoboyo (Bonorowo)
Sirnoboyo is een bestuurslaag in het regentschap Kebumen van de provincie Midden-Java, Indonesië. Sirnoboyo telt 2043 inwoners (volkstelling 2010).